# Pyrgomantis simillima curta
Pyrgomantis simillima curta es una subespecie de mantis de la familia Tarachodidae.

## Distribución geográfica
Se encuentra en Tanzania.